# Контршкот
Контршкот, контра-шкот — снасть рухомого такелажу, дія якої протилежна дії шкота. Застосовується переважно на великих вітрильниках, але трапляється і на яхтах і невеликих вітрильних човнах. Служить для налаштовування і надання жорсткості шкотовому куту вітрила (або гіку) і запобігання його некерованому перекиданню на інший борт на повних курсах (аналогічно завал-талям). Має сенс на суднах зі значною площею вітрильності, бо некероване наповнення вітром вітрила з підвітряного боку і перекидання його шкотового кута може спричинити зростання напруження на елементах такелажу і навіть їхнє пошкодження.